# Bacio d'a(d)dio
Bacio d'a(d)dio è un brano musicale della cantante italiana Nina Zilli, pubblicato come singolo il 5 novembre 2010 dall'etichetta discografica Universal, come primo estratto dell'album Sempre lontano Special Edition.

## Video musicale
Il videoclip di Bacio d'a(d)dio è stato presentato l'8 novembre 2010. nel video la cantante indossa abiti ed accessori della stilista britannica Vivienne Westwood.

## Tracce
1. Bacio d'a(d)dio - 2:54
2. Bacio d'a(d)dio 2.0 (con Paolo Rima e Francesca Nicolì) - 3:57

## Classifiche
| Classifica (2011) | Posizione massima |
| ----------------- | ----------------- |
| Italia            | 52                |